# عباس یحیی‌بیگی
عباس یحیی‌بیگی (‎۲۷ دی ۱۳۶۸ - اراک) یکی از بازیکنان فوتبال ایران است. این بازیکن در طول در دوران حضورش، در تیم‌های مختلفی از جمله نیروی زمینی تهران مشارکت داشته‌است.